# Allium anisotepalum
Allium anisotepalum är en amaryllisväxtart som beskrevs av Aleksei Ivanovich Vvedensky. Allium anisotepalum ingår i släktet lökar, och familjen amaryllisväxter. Inga underarter finns listade i Catalogue of Life.